# Venom: Lethal Protector
Venom: Lethal Protector (укр. Веном: Смертоносний Захисник) — обмежена серія коміксів з шести випусків, яка випускалася видавництвом Marvel Comics у період з липня по квітень 1993 року, написана Девідом Мікеліні і проілюстрована Марком Баглі, Роном Лімом, а також Семом ДеЛароса.
Це перша серія коміксів, у якій Едді Брок / Веном займає роль протагоніста. У цій серії, Брок постає не у ролі лиходія, а як антигерой.

## Сюжет
До того, як історія починається, Веном та Людина-павук укладають угоду, що вони залишать один одного у спокої, за умовою, що Веном не здійснюватиме злочинів. Веном переїжджає з Нью-Йорка у Сан-Франциско, і починає займатися групою каліфорнійських бродяг. Незабаром, батько однієї з жертв Венома шукає його з угрупованням супер-сильних найманців, щоб помститися.
Людина-павук, введений в оману побаченим репортажем про Венома, направляється у Сан-Франциско, щоб протистояти йому, але замість цього стикається з п'ятьма родичами симбіота Венома: Крик, Фейдж, Лешер, Бунт і Агонія.

## Колекційні видання
У липні 1995 році, серія була видана у м'якій обкладинці з кавер-обкладинкою від Симона Бізлі.
У лютому 2011 року, серія була перевидана з новою кавер-обкладинкою.

## Екранізація
У 2007 році, Аві Арад заявив, що розробляється фільм про Венома, сюжет якого буде частково заснований на сюжеті «The Lethal Protector» при створені сюжету фільму «Веном (2018)» разом із коміксом «Планета Симбіотів», підтвердив режисер Рубеном Флейшером та актор Том Гарді. Як і в оригінальному коміксі, Веном буде знаходитись у Сан-Франциско.